# Megalobrama mantschuricus
Megalobrama mantschuricus és una espècie de peix cipriniforme de la família dels ciprínids.

## Morfologia
Els mascles poden assolir els 37,7 cm de longitud total.

## Distribució geogràfica
Es troba a la conca del riu Amur i als rius i llacs costaners del mar de la Xina Oriental.